# Game Informer
A Game Informer (GI) egy  amerikai havonta megjelenő videójáték-magazin amikbe hírek, segítségek és tesztek találhatóak. 1991 augusztusában alapították. A magazinnak közel 3 millió előfizetője van, ezzel a legnagyobb példányszámú videójáték magazin és 2009. első negyedévében a tizenkettedik legnagyobb magazin. A Game Informer benne van a legnagyobb négy 18-tól 34 éves férfiaknak szóló magazinokban.
A GameStop Corp. tulajdonában van és a GameStop is adja ki. Emiatt nagy számban találhatóak az újság hirdetései a boltokban, részben ennek is köszönhető a nagyszámú előfizető.
A  Game Informer weblapja és maga az újság is 2009-ben arculatváltáson esett át.

## Személyzet

### Jelenlegi
- Andy McNamara: főszerkesztő, 1991[7]
- Andrew Reiner: társszerkesztő, 1994[8]
- Matt Helgeson: 1999[9]
- Matthew Kato: 2001[10]
- Adam Biessener: 2003[11]
- Joe Juba: 2003[12]
- Matt Miller: 2004[13]
- Matt Bertz: 2006[14]
- Bryan Vore: 2007[15]
- Ben Reeves: 2006[16]
- Nick Ahrens: 2005[17]
- Jeff Cork: 2007[18]
- Meagan VanBurkleo: 2008[19]
- Tim Turi: 2009[20]
- Jeff Marchiafava: 2009[20]
- Dan Ryckert: 2009[20]
- Annette Gonzalez: 2009[20]
- Phil Kollar: 2009[20]

### Alapító
- Paul Anderson (The Pro Player, Game Professor): 1992–2001 (2007-ben meghalt;[21] az „In Memory of Paul Anderson” (Paul Anderson emlékére) felirat minden jelenlegi számban megtalálható)
- Elizabeth Olson: 1991–1994
- Rick Petzoldt (The Video Ranger): 1991–1995
- Marianne Morgan (The Game Master): 1991
- Ed Martinez (The Video Wizard): 1991
- Erik Reppen (The PC Jedi): 1996–1997, 1999–2001
- Ross VanDerSchaegen (The Rebel Gamer): 1991–1995
- David "Vinnie" Vinyon (The Video Vigilante): 1994–1996
- Ryan McDonald (The Arcade Alchemist): 1995–1997
- Jon Storm (The Greedy Gamer): 1996–1999
- Robert Stoute (The Game Cassanova): 1997–1999
- Paul Bergren (The Game Burrito): 1997–1999
- Lisa Mason (La Game Nikita): 2002–2006
- Beaux Hawkins (The Arcade Assassin): 1998–1999
- The Vidiot (Minister of Destruction): 2000–2001
- Jay Fitzloff (The Gonzo Gamer): 1999–2002
- Justin Leeper (The Digital Deviant): 2001–2004
- Chet Barber (The Joystick Jockey, The Chronic Gamer): 2002–2003
- Jeremy Zoss (Gamezilla): 2003–2006
- Kristian Brogger (The Game Dawg, The Video Viking): 2000–2003

## Megismétlődő események
A Game Infarcer az eredeti magazin évente megjelenő spin-offja. A GamePro LameProjához hasonlóan csak az áprilisi számban adják ki mint egy április bolondja tréfát. A Game Infarcer 2008-as számában bemutattak egy új főszerkesztőt, DarthClarkot, aki Garnadant váltotta le. Ugyanezen szám borítóján volt az Assassin's Creed és a Dawson's Creek keveréke, az Assassin's Creek.

## Tesztek
A Game Informer jelenleg Wii, PlayStation 3, Xbox 360, PlayStation 2, PC, Nintendo DS és PlayStation Portable játékokat tesztel. A Game Boy Advance és a GameCube játékok tesztelésével 2007-ben felhagytak a kevés játék miatt. A régebbi játékok, lapszámonként három, egy rövid értékelést kapnak a magazin „Classic GI” fejezetében. A játékokat tízes skálán értékelik ahol az 1-es a legkisebb és a 10-es a legnagyobb. Az 1 pontos értékelés még a borzasztónál is rosszabb, a 10-es egy ritka, kiemelkedő, majdnem tökéletes játék, a 7-es pedig egy átlagos játéknak felel meg. Eddig ezek a játékok érték el 10-es pontszámot: Uncharted 2: Among Thieves, BioShock, Call of Duty 4, God of War, Grand Theft Auto: Vice City, Grand Theft Auto: San Andreas, Grand Theft Auto IV, Halo 2, Metal Gear Solid 2, Metal Gear Solid 4, The Legend of Zelda: The Wind Waker, The Legend of Zelda: Twilight Princess, Metroid Fusion,  Resident Evil 4,  Ratchet & Clank: Up Your Arsenal és a Tony Hawk's Pro Skater 2.
Néhány játék még 1-nél is kisebb pontszámot kapott: a Batman: Dark Tomorrow 0,75-ot, a Shrek: Fairy Tale Freakdown Game Boy Color verziója 0,5-et és az Xbox egyik nyitócíme, a Kabuki Warriors 0,5-et. Egy későbbi értékelésében Andy McNamara azt mondta, hogy „úgy is megnyertem egy meccset, hogy szó szerint a seggemhez vertem a kontrollert”. Ezt a többi szerkesztő is megerősítette. A Classic GI egyik játéka, a Marky Mark: Make My Video Sega CD verziója 0 pontot kapott.

## Weblap
A GI Online-t eredetileg 1996 augusztusában indították el. Hírek és egyéb cikkek voltak benne. A magazin szerkesztői a szabadidejükben frissítették. Justin Leepert és Matthew Katot 1999-ben vették fel, hogy szerkesszék az oldalt. 2001 januárjában amikor a GameStop megvásárolta a magazint az oldalt bezárták. Leeper és Kato is az újság szerkesztői lettek.
A GI Onlinet 2003 szeptemberében indították újra olyan új tartalmak mellett mint a játéktesztek, gyakrabban frissített hírek és az előfizetőknek járó „korlátlan” tartalom. Billy Berghammer a PlanetGameCube.com (mára már NintendoWorldReport.com) alapítója vezette. Berghammer jelenleg a G4tv.comnak dolgozik.